# Ralf Haber
Ralf Haber (República Democrática Alemana, 18 de agosto de 1962) es un atleta alemán, especializado en la prueba de lanzamiento de martillo en la que llegó a ser medallista de bronce mundial en 1987.

## Carrera deportiva
En el Mundial de Roma 1987 ganó la medalla de bronce en el lanzamiento de martillo, llegando hasta los 80.76 metros, quedando en el podio tras los soviéticos Sergey Litvinov y Jüri Tamm.